# Người Mỹ
Người Mỹ (tiếng Anh: People of the United States, U.S. Americans, hay đơn giản là Americans hay American people) là những công dân của Hợp chúng quốc Hoa Kỳ. Hoa Kỳ là một quốc gia đa chủng tộc, nơi sinh sống của nhiều người có nhiều nguồn gốc quốc gia và chủng tộc khác nhau. Kết quả là một số người dân Mỹ không tự nhận tính dân tộc của mình theo nhóm chủng tộc mà tự nhận mình vừa là dân tộc Mỹ vừa là dân tộc gốc của tổ tiên mình. Ngoài dân số người Mỹ bản địa, gần như tất cả mọi người Mỹ hay tổ tiên của họ đã di dân đến đây trong 5 thế kỷ qua.
Vì thành phần dân số đa chủng tộc nên Hoa Kỳ là một quốc gia đa văn hóa, nơi có rất nhiều truyền thống và giá trị đa dạng khác nhau. Nền văn hóa mà đa số người Mỹ có chung với nhau được gọi là nền văn hóa dòng chính của Mỹ (mainstream American culture). Đó là một nền văn hóa phương Tây, phần lớn được đúc kết từ những truyền thống văn hóa của người di dân từ Tây Âu, bắt đầu trước hết là những người định cư Hà Lan và Anh. Các nền văn hóa Đức và Ái Nhĩ Lan cũng có khá nhiều ảnh hưởng. Một số thuộc tính văn hóa của các nhóm người nô lệ như Igbo, Mandé, Kongo và Wolof từ Tây Phi đã được người Mỹ dòng chính tiếp nhận; một nền văn hóa đặc sắc Mỹ gốc châu Phi, dựa trên những truyền thống của những người nô lệ Bantu từ Trung Phi, đã phát triển mà cũng có ảnh hưởng sâu rộng đến nền văn hóa dòng chính của Mỹ. Sự bành trướng lãnh thổ của Hoa Kỳ về phía tây đã hội nhập các dân tộc Creole và Cajun của vùng Louisiana và người Hispanos của vùng Tây Nam và mang văn hóa México đến gần hơn với Hoa Kỳ. Làn sóng di dân ồ ạt trong cuối thế kỷ 19 và đầu thế kỷ 20 từ Nam và Đông Âu đã mang đến thêm những nhân tố mới về văn hóa. Cuộc di dân gần đây hơn từ châu Á, châu Phi và đặc biệt là châu Mỹ Latin đã và đang có một ảnh hưởng rộng lớn. Sự hòa trộn sau cùng các nền văn hóa có thể được diễn tả như một cái nồi súp nấu chảy mọi thứ văn hóa hòa lại với nhau gọi là melting pot, hay giống một tô xà lách trộn mà trong đó các di dân và con cháu của họ vẫn giữ lại các đặc điểm văn hóa riêng biệt của tổ tiên mình gọi là salad bowl.
Ngoài người Mỹ sống tại Hoa Kỳ, người Mỹ và con cháu của họ cũng có thể được thấy ở ngoại quốc. Ước tính có hơn 4 triệu người Mỹ sống ở ngoại quốc.

## Các nhóm sắc tộc và chủng tộc

### Người Mỹ da trắng và người Mỹ gốc châu Âu
Đa số trong số 308 triệu người hiện sống tại Hoa Kỳ là người Mỹ da trắng. Họ có nguồn gốc tổ tiên từ những di dân đến từ châu Âu, Trung Đông, và Bắc Phi. Người Mỹ da trắng chiếm đa số tại 49 trong 50 tiểu bang của Hoa Kỳ, ngoại trừ tiểu bang Hawaii. Người da trắng không nói tiếng Tây Ban Nha chiếm đa số tại 46 tiểu bang; bốn tiểu bang có số người da trắng không nói tiếng Tây Ban Nha dưới tỉ lệ 50% là California, Texas, New Mexico, và Hawaii. Ngoài ra, Đặc khu Columbia có đa số cư dân không phải người da trắng. Theo Khảo sát Cộng đồng Mỹ năm 2009, dân số người da trắng tại Hoa Kỳ là 229.773.131 người, đại diện 74,8% dân số. Trong số đó, có 199.325.978 là người da trắng không nói tiếng Tây Ban Nha, đại diện 64,9% tổng dân số.
Nhóm tổ tiên lục địa lớn nhất của người Mỹ là người châu Âu. Nhóm này có thể bao gồm người có nguồn gốc châu Âu nhưng di dân trước hết đến châu Phi, Bắc Mỹ, vùng Caribbe, Trung Mỹ hay Nam Mỹ và các quốc gia trong châu Đại dương trước khi họ hay con cháu của họ di dân đến Hoa Kỳ.
Người Tây Ban Nha là những người châu Âu đầu tiên thiếp lập sự hiện diện liên tục tại vùng đất mà ngày nay được gọi là Hoa Kỳ.
Martín de Argüelles, sinh năm 1566 tại San Agustín, La Florida, là người đầu tiên gốc châu Âu được sinh tại nơi mà ngày nay là Hoa Kỳ. Hai mươi mốt năm sau, Virginia Dare, sinh năm 1587 tại Đảo Roanoke ngày nay là Bắc Carolina, là đứa bé đầu tiên được sinh ra tại 13 thuộc địa, có cha mẹ là người Anh.
Năm 2009, người Mỹ gốc Đức (16.5%), người Mỹ gốc Ái Nhĩ Lan (11.9%) và người Mỹ gốc Anh (9.0%) là ba nhóm sắc tộc lớn nhất tại Hoa Kỳ, chiếm 37,4% dân số.
Tính chung, là nhóm chủng tộc lớn nhất, người Mỹ gốc châu Âu có tỉ lệ nghèo thấp nhất và đứng thứ hai về thành đạt trong giáo dục, lợi tức trung bình tính theo mỗi hộ gia đình, và lợi tức cá nhân trung bình so với bất cứ nhóm chủng tộc khác của Hoa Kỳ.
| Nguồn gốc châu Âu                   | Nguồn gốc châu Âu | Nguồn gốc châu Âu | Nguồn gốc châu Âu | Nguồn gốc châu Âu | Nguồn gốc châu Âu | Nguồn gốc châu Âu | Nguồn gốc châu Âu | Nguồn gốc châu Âu |
| Hạng                                | Nguồn gốc         | Phần trăm         | Dân số            | Hạng              | Nguồn gốc         | Phần trăm         | Dân số            | Benjamin Franklin gốc Anh. Jacqueline Bouvier gốc Pháp, Anh, Ireland. Anh em nhà Wright gốc Anh, Hà Lan, Đức-Thụy Sĩ. |
| ----------------------------------- | ----------------- | ----------------- | ----------------- | ----------------- | ----------------- | ----------------- | ----------------- | --- |
| 1                                   | Đức               | 15,2%             | 42.841.569        | 11                | Scotland-Ireland  | 1,5%              | 4.319.232         | Benjamin Franklin gốc Anh. Jacqueline Bouvier gốc Pháp, Anh, Ireland. Anh em nhà Wright gốc Anh, Hà Lan, Đức-Thụy Sĩ. |
| 2                                   | Ireland           | 10,8%             | 30.524.799        | 12                | Thụy Điển         | 1,4%              | 3.998.310         | Benjamin Franklin gốc Anh. Jacqueline Bouvier gốc Pháp, Anh, Ireland. Anh em nhà Wright gốc Anh, Hà Lan, Đức-Thụy Sĩ. |
| 3                                   | Anh               | 8,7%              | 24.509.692        | 13                | Nga               | 0,9%              | 2.652.214         | Benjamin Franklin gốc Anh. Jacqueline Bouvier gốc Pháp, Anh, Ireland. Anh em nhà Wright gốc Anh, Hà Lan, Đức-Thụy Sĩ. |
| 4                                   | Sắc tộc Mỹ        | 7,2%              | 20.188.305        | 14                | Wales             | 0,6%              | 1.753.794         | Benjamin Franklin gốc Anh. Jacqueline Bouvier gốc Pháp, Anh, Ireland. Anh em nhà Wright gốc Anh, Hà Lan, Đức-Thụy Sĩ. |
| 5                                   | Ý                 | 5,6%              | 15.638.348        | 15                | Đan Mạch          | 0,5%              | 1.430.897         | Benjamin Franklin gốc Anh. Jacqueline Bouvier gốc Pháp, Anh, Ireland. Anh em nhà Wright gốc Anh, Hà Lan, Đức-Thụy Sĩ. |
| 6                                   | Ba Lan            | 3,2%              | 8.977.235         | 16                | Hungary           | 0,5%              | 1.398.702         | Benjamin Franklin gốc Anh. Jacqueline Bouvier gốc Pháp, Anh, Ireland. Anh em nhà Wright gốc Anh, Hà Lan, Đức-Thụy Sĩ. |
| 7                                   | Pháp              | 3,0%              | 8.309.666         | 17                | Séc               | 0,4%              | 1.258.452         | Benjamin Franklin gốc Anh. Jacqueline Bouvier gốc Pháp, Anh, Ireland. Anh em nhà Wright gốc Anh, Hà Lan, Đức-Thụy Sĩ. |
| 8                                   | Scotland          | 1,7%              | 4.890.581         | 18                | Bồ Đào Nha        | 0,4%              | 1.173.691         | Benjamin Franklin gốc Anh. Jacqueline Bouvier gốc Pháp, Anh, Ireland. Anh em nhà Wright gốc Anh, Hà Lan, Đức-Thụy Sĩ. |
| 9                                   | Hà Lan            | 1,6%              | 4.541.770         | 19                | Hy Lạp            | 0,4%              | 1.153.295         | Benjamin Franklin gốc Anh. Jacqueline Bouvier gốc Pháp, Anh, Ireland. Anh em nhà Wright gốc Anh, Hà Lan, Đức-Thụy Sĩ. |
| 10                                  | Na Uy             | 1,6%              | 4.477.725         | 20                | Liên Hiệp Anh     | 0,4%              | 1.085.720         | Benjamin Franklin gốc Anh. Jacqueline Bouvier gốc Pháp, Anh, Ireland. Anh em nhà Wright gốc Anh, Hà Lan, Đức-Thụy Sĩ. |
| Cục Điều tra Dân số Hoa Kỳ năm 2000 |                   |                   |                   |                   |                   |                   |                   | |

### Người Mỹ da đen và người Mỹ gốc Phi
Người Mỹ gốc Phi (cũng còn được gọi là người Mỹ da đen) là công dân hay cư dân của Hoa Kỳ có nguồn gốc từ bất cứ dân tộc nào của châu Phi. Tại Hoa Kỳ, các thuật từ này được dùng để chỉ người Mỹ có ít nhất một phần nguồn gốc từ Hạ-Sahara châu Phi. Theo Khảo sát Cộng đồng Mỹ năm 2009, có khoảng 38.093.725 người da đen tại Hoa Kỳ, chiếm 12,4% tổng dân số. Ngoài ra, có khoảng 37.144.530 người da đen không nói tiếng Tây Ban Nha, chiếm 12,1% dân số.
Đa số người Mỹ gốc châu Phi là con cháu trực hệ của những người châu Phi bị bắt và sống sót qua thời đại nô lệ bên trong ranh giới của Hoa Kỳ ngày nay mặc dù cũng có một số người hay con cháu của họ là những di dân đến từ châu Phi, vùng Caribbean, các quốc gia Trung Mỹ hoặc Nam Mỹ.
Lịch sử người Mỹ gốc châu Phi bắt đầu trong thế kỷ 17 khi người châu Phi bị bắt và bị bán làm nô lệ có khế ước tại 13 thuộc địa và tiến triển đến khi Barack Obama được bầu làm tổng thống Hoa Kỳ thứ 44. Giữa hai thời điểm nổi bật này, có nhiều sự kiện và vấn đề khác, có cái đã được giải quyết và có cái vẫn còn tiếp diễn mà người Mỹ gốc châu Phi đối diện. Một trong số đó là chế độ nô lệ, tái thiết, phát triển cộng đồng người Mỹ gốc châu Phi, tham dự vào các cuộc xung đột quân sự lớn của Hoa Kỳ, tách biệt chủng tộc, và phong trào nhân quyền.
Người Mỹ gốc châu Phi là nhóm chủng tộc thiểu số lớn nhất tại Hoa Kỳ và là nhóm chủng tộc lớn thứ hai đứng sau nhóm chủng tộc người Mỹ Da trắng.
| Nguồn gốc châu Phi                      | Nguồn gốc châu Phi | Nguồn gốc châu Phi | Nguồn gốc châu Phi        | Nguồn gốc châu Phi | Nguồn gốc châu Phi | Nguồn gốc châu Phi                                           |
| Nguồn gốc                               | Phần trăm          | Dân số             | Nguồn gốc                 | Phần trăm          | Dân số             | Oprah Winfrey gốc Kpelle của Liberia. Paul Robeson gốc Igbo. |
| --------------------------------------- | ------------------ | ------------------ | ------------------------- | ------------------ | ------------------ | ------------------------------------------------------------ |
| Nigeria                                 | 0,0%               | 254.794            | Uganda                    | 0,0%               | 11.674             | Oprah Winfrey gốc Kpelle của Liberia. Paul Robeson gốc Igbo. |
| Ethiopia                                | 0,0%               | 186.679            | Senegal                   | 0,0%               | 8.767              | Oprah Winfrey gốc Kpelle của Liberia. Paul Robeson gốc Igbo. |
| Somalia                                 | 0,0%               | 103.117            | Zimbabwe                  | 0,0%               | 6.367              | Oprah Winfrey gốc Kpelle của Liberia. Paul Robeson gốc Igbo. |
| Cape Verde                              | 0,0%               | 90.828             | Hạ Sahara phi Châu khác   | 0,0%               | 126.463            | Oprah Winfrey gốc Kpelle của Liberia. Paul Robeson gốc Igbo. |
| Ghana                                   | 0,0%               | 84.777             | Hạ Sahara châu Phi        | 0.5%               | 2.866.419          | Oprah Winfrey gốc Kpelle của Liberia. Paul Robeson gốc Igbo. |
| Nam Phi                                 | 0,0%               | 55.895             | Người Da đen Hispanic     | 0.4%               | 949.195            | Oprah Winfrey gốc Kpelle của Liberia. Paul Robeson gốc Igbo. |
| Liberia                                 | 0,0%               | 49.428             | Da đen/Châu Phi nói chung | 12,3%              | 38.093.725         | Oprah Winfrey gốc Kpelle của Liberia. Paul Robeson gốc Igbo. |
| Kenya                                   | 0,0%               | 44.467             |                           |                    |                    | Oprah Winfrey gốc Kpelle của Liberia. Paul Robeson gốc Igbo. |
| Sudan                                   | 0,0%               | 36.663             |                           |                    |                    | Oprah Winfrey gốc Kpelle của Liberia. Paul Robeson gốc Igbo. |
| Sierra Leon                             | 0,0%               | 13.281             |                           |                    |                    | Oprah Winfrey gốc Kpelle của Liberia. Paul Robeson gốc Igbo. |
| Theo Cục Khảo sát Cộng đồng Mỹ năm 2009 |                    |                    |                           |                    |                    |                                                              |

### Người Mỹ gốc Á
Nhóm dân số nổi bật khác là người Mỹ gốc Á với 13,4 triệu người năm 2008, hay 4,4% dân số Hoa Kỳ. California là nơi có khoảng 4,5 triệu người Mỹ gốc châu Á trong khi đó có khoảng 495.000 người Mỹ gốc châu Á sống tại Hawaii, chiếm khoảng 38,5% dân số quần đảo này. Đây là nơi có tỉ lệ lớn nhất người Mỹ gốc châu Á so với bất cứ tiểu bang nào. Người Mỹ gốc châu Á sống khắp nơi trên đất Mỹ và có thể thấy với dân số lớn tại Thành phố New York, Chicago, Boston, Houston, và những trung tâm đô thị khác.
Các nhóm sắc dân lớn nhất người Mỹ gốc châu Á là người di dân hay con cháu của họ đến từ các quốc gia Philippines, Trung Quốc, Ấn Độ, Brunei, Malaysia, Việt Nam, Campuchia, Hàn Quốc, Nhật Bản và Thái Lan. Mặc dù dân số người Mỹ gốc châu Á về tổng thể được xem là những sắc dân vừa mới được thêm vào gia đình đa chủng tộc của Hoa Kỳ nhưng những làn sóng di dân tương đối lớn của người Nhật Bản, Philippine và Trung Hoa đã từng xảy ra trong giữa đến cuối thế kỷ 19.
| 1                                  | Trung Hoa      | 1,0% | 3.204.379  |
| 2                                  | Ấn Độ          | 0,8% | 2.602.676  |
| 3                                  | Philippines    | 0,8% | 2.475.794  |
| 4                                  | Việt           | 0,5% | 1.481.513  |
| 5                                  | Hàn Quốc       | 0,4% | 1.335.973  |
| 6                                  | Nhật           | 0,2% | 766.875    |
| 7                                  |                |      |            |
| 8                                  |                |      |            |
|                                    | châu Á khác    | 0,6% | 1.907.401  |
| Tổng số                            | Người Mỹ gốc Á | 4,5% | 13.774.611 |
| Cục Khảo sát Cộng đồng Mỹ năm 2009 |                |      |            |

### Hai hay nhiều chủng tộc
Người Mỹ đa chủng tộc chiếm khoảng 7 triệu người năm 2008, hay 2,3% dân số. Họ có thể là sự kết hợp của nhiều chủng tộc (Da trắng, Da đen hay người Mỹ gốc châu Phi, người Mỹ gốc châu Á, người Mỹ bản địa hay người Alaska bản địa, người Hawaii bản địa hay những người các đảo Thái Bình Dương, "Một số chủng tộc khác") và các sắc tộc. Hoa Kỳ có một trào lưu định dạng đa chủng tộc đang phát triển. Sự chung đụng giữa các chủng tộc với nhau hay việc liên hôn giữa các chủng tộc, đặc biệt là giữa người da trắng và người da đen, xưa kia được xem là đồi bại và bất hợp pháp tại đa số các tiểu bang mãi cho đến thế kỷ 20.

### Người Mỹ bản địa và người Alaska bản địa
Người bản địa châu Mỹ như người Mỹ bản địa và người Inuit chiếm 0,8% dân số năm 2008 với tổng số là 2,4 triệu người. Ngoài ra còn có 2,3 triệu người tuyên bố có một phần tổ tiên là người Mỹ bản địa hay người Alaska bản địa. Sự việc các nhà nhân khẩu học, các xứ bộ lạc và giới chức chính phủ quy định bằng văn bản pháp lý và chính thức rằng những ai có nguồn gốc là người Mỹ bản địa đã làm dấy lên nhiều cuộc tranh cãi qua nhiều thập niên. Các luật dựa vào yếu tố máu để xác định nguồn gốc sắc tộc thì phức tạp và gây tranh cãi trong việc chấp nhận thành viên mới vào một bộ lạc hay cho các nhân viên điều tra dân số chấp nhận lời khai của người được hỏi mà không có giấy tờ chính thức nào từ Cục đặc trách người Mỹ bản địa. Các nhà khoa học di truyền ước tính rằng có trên 15 triệu người Mỹ khác có thể có 1/4 hay ít hơn nguồn gốc người Mỹ bản địa.
Trước đây có lúc người ta nghĩ rằng chủng tộc này hay nền văn hóa này đang đối diện với nguy cơ tuyệt chủng nhưng kể từ thế kỷ 20 đến nay đã có một sự phục hồi đáng kể về sự định dạng của người Mỹ bản địa cũng như chủ quyền bộ lạc. Người Cherokee có tổng số khoảng 800.000 có huyết thống toàn phần hay một phần. Có 70.000 người Cherokee sống tại Oklahoma trong Xứ Cherokee và 15.000 tại Bắc Carolina trên những vùng đất còn lại của đất tổ.
Nhóm bộ lạc lớn thứ hai là người Navajo, tự gọi mình là "Diné" và sống trong một khu dành riêng cho người Mỹ bản địa rộng 16 triệu mẫu Anh (65.000 km²) bao phủ vùng đông bắc Arizona, tây bắc New Mexico, và đông nam Utah. Đây là quê hương của phân nửa trong tổng số 450.000 thành viên của Xứ Navajo. Nhóm lớn thứ ba là người Lakota (Sioux) ở các tiểu bang Minnesota, Montana, Nebraska, Wyoming, Bắc Dakota và Nam Dakota.

### Người Hawaii bản địa và người các đảo Thái Bình Dương khác
Người Hawaii bản địa và người các đảo Thái Bình Dương có tổng dân số khoảng 427.810 năm 2008, chiếm 0,14% dân số Hoa Kỳ. Ngoài ra, có nhiều người cho rằng họ có nguồn gốc một phần là người Hawaii bản địa vì thế tổng số người Hawaii bản địa cả toàn phần và một phần lên đến con số 829.949. Nhóm này hình thành nên chủng tộc thiểu số nhỏ nhất tại Hoa Kỳ. Mặc dù con số cho thấy có hơn phân nửa tổng số là có "huyết thống toàn phần" nhưng đa số người Hawaii bản địa trên chuỗi quần đảo của tiểu bang Hawaii được cho là có sự pha trộn nhiều với các chủng tộc châu Á, châu Âu và chủng tộc gốc khác.
Chỉ một trong 50 người Hawaii bản địa có thể được xác nhận hợp pháp là có "huyết thống toàn phần". Một số nhà nhân khẩu học tin rằng đến năm 2025, người có huyết thống toàn phần Hawaiian bản địa cuối cùng sẽ chết hết, không còn để lại 1 nét đặc trưng văn hóa nào cả của người Hawaii bản địa ngoài sự trộn lẫn chủng tộc. Tuy nhiên, ngày càng có nhiều người tự nhận mình là người Hawaii bản địa hơn trước khi quần đảo này bị Hoa Kỳ sáp nhập năm 1898. Người Hawaii bản địa được nhận lại đất đai tổ tiên của mình. Khắp Hawaii, sự bảo tồn và áp dụng các phong tục tập quán của người Hawaii bản địa, ngôn ngữ Hawaiian, các trường văn hóa dành cho học sinh người bản địa và sự nhận thức lịch sử đã và đang giành được động lượng đối với người Hawaii bản địa.

## Hiện thân quốc gia
Một hiện thân quốc gia là một hình người tượng trưng cho một quốc gia hay dân tộc của quốc gia đó; hình tượng này có thể xuất hiện trong cả tranh biếm họa chính trị hay tranh cổ động tuyên truyền.
Chú Sam là một hiện thân quốc gia của Hoa Kỳ và đôi khi là hiện thân đặc biệt hơn của chính phủ Mỹ mà lần đầu tiên được sử dụng là từ Chiến tranh 1812. Chú Sam được mô tả là một ông già da trắng nghiêm nghị có mái tóc bạc và một chòm râu dê, mặc bộ quần áo có các chi tiết thiết kế của quốc kỳ Mỹ — thí dụ, thường đội một cái mũ cao có các sọc đỏ và sọc trắng cùng những ngôi sao trắng nằm trên một băng nền xanh, hai ống quần sọc đỏ và sọc trắng.
Columbia là một cái tên thi ca chỉ châu Mỹ và là hiện thân nữ giới của Hoa Kỳ. Columbia là tên cảm hứng được đặt cho nhiều người, nhiều nơi, vật thể, cơ sở vật chất, và công ty trong tây bán cầu và bên ngoài.

## Ngôn ngữ
Tiếng Anh trên thực tế là ngôn ngữ quốc gia. Tuy không có không ngữ chính thức ở cấp bậc liên bang nhưng một số luật, thí dụ như các yêu cầu để nhập tịch của Hoa Kỳ tiêu chuẩn hóa tiếng Anh. Năm 2007, khoảng 226 triệu hay 80% dân số tuổi từ 4 trở lên chỉ nói toàn tiếng Anh ở nhà. Tiếng Tây Ban Nha được 12% dân số nói ở nhà, là ngôn ngữ nói và được dạy rộng rải đứng thứ hai tại Hoa Kỳ. Một số người Mỹ cổ động biến tiếng Anh thành ngôn ngữ chính thức giống như nó là ngôn ngữ chính thức tại ít nhất 28 tiểu bang. Cả tiếng Hawaii và tiếng Anh là ngôn ngữ chính thức tại Hawaii theo luật tiểu bang.
Trong khi đó New Mexico có luật giúp cho việc sử dụng cả tiếng Anh và tiếng Tây Ban Nha giống như Louisiana cho tiếng Anh và tiếng Pháp mặc dù cả hai tiểu bang này đều không có ngôn ngữ chính thức nào. Các tiểu bang khác như California bắt buộc in các phiên bản tiếng Tây Ban Nha cho một số tài liệu nào đó của chính quyền trong đó có các mẫu đơn của tòa án. Một số lãnh thổ quốc hải công nhận chính thức ngôn ngữ bản địa của họ cùng với tiếng Anh: tiếng Samoa và tiếng Chamorro được công nhận tại Samoa thuộc Mỹ và Guam theo thứ tự vừa kể; tiếng Caroline và tiếng Chamorro được công nhận tại Quần đảo Bắc Mariana; tiếng Tây Ban Nha là ngôn ngữ chính thức của Puerto Rico.

## Tôn giáo
Tôn giáo tại Hoa Kỳ có một mức độ ngoan đạo cao so với các quốc gia phát triển khác, và đa dạng về những đức tin. Tu chính án hiến pháp thứ nhất của Hoa Kỳ nghiêm cấm chính phủ liên bang tạo ra "bất cứ luật nào nhằm lập ra một tôn giáo" và bảo đảm quyền tự do tín ngưỡng. Tối cao Pháp viện Hoa Kỳ dẫn giải việc này có nghĩa như là nhằm ngăn cản chính phủ không cho họ có thẩm quyền đối với tôn giáo. Đa số người Mỹ cho rằng tôn giáo đóng một vai trò "rất quan trọng" trong đời sống của họ, một tỉ lệ bất thường trong số các quốc gia phát triển. Nhiều tín ngưỡng đã phát triển mạnh tại Hoa Kỳ bao gồm cả những tín ngưỡng du nhập là di sản di dân đa văn hóa của quốc gia cũng như các tín ngưỡng được sáng lập bên trong quốc gia; những điều này đã đưa Hoa Kỳ trở thành quốc gia đa dạng về tôn giáo đứng bậc nhất trên thế giới.
Đa số người Mỹ (76%) tự nhận mình là người theo Kitô Giáo, phần lớn giáo phái thuộc Kháng Cách và Công giáo chiếm khoảng 51% và 25% dân số theo thứ tự vừa kể. Các tôn giáo không phải Kitô Giáo như Phật giáo, Ấn Độ Giáo, Hồi Giáo, và Do Thái Giáo nói chung chiếm từ 4% đến 5% dân số người lớn. 15% dân số người lớn khác tự nhận mình không có tôn giáo nào hay tín ngưỡng nào. Theo Khảo sát Định dạng Tôn giáo Mỹ, tín ngưỡng tôn giáo khá khác nhau trên khắp quốc gia: 59% người Mỹ sống trong các tiểu bang miền Tây (còn được gọi là "Vành đai không nhà thờ") cho rằng họ tin vào Thượng đế tuy nhiên tại miền Nam ("Vành đai Thánh kinh") con số lên đến 86%.
Một số thuộc địa trong số 13 thuộc địa ban đầu được thiết lập bởi những người định cư muốn tự do thực hành tín ngưỡng tôn giáo của mình mà không bị kỳ thị: Thuộc địa Vịnh Massachusetts được thiết lập bởi những người Thanh Giáo Anh, Pennsylvania bởi những người theo đạo "Quaker" Ái Nhĩ Lan và Anh, Maryland bởi người Công giáo Anh và Ái Nhĩ Lan và Virginia bởi Anh Giáo Anh. Tuy một số tiểu bang cá thể đã giữ vững lời tuyên bố về tôn giáo của mình cho đến khi bước vào thế kỷ 19 nhưng Hoa Kỳ là quốc gia đầu tiên không chính thức tán thành tôn giáo ở cấp bậc chính phủ. Dựa theo mô hình luật có liên quan đến tôn giáo trong Luật Tự do Tôn giáo của Virginia, những người khai sinh ra Hiến pháp Hoa Kỳ đã bác bỏ bất cứ cuộc thử nghiệm tôn giáo nào trong chính phủ. Tu chính án hiến pháp thứ nhất của Hoa Kỳ đặc biệt nghiêm cấm chính phủ sử dụng bất cứ quyền hạn nào để thông qua bất cứ luật nào nhằm thiết lập sự hiện diện của tôn giáo trong chính phủ cũng như cấm cản sự tự do tôn giáo, vì thế bất cứ tổ chức tôn giáo nào hay giáo phái nào đều cũng được bảo vệ chống sự can thiệp từ chính phủ. Quyết định này phần lớn bị ảnh hưởng bởi những tư tưởng Kháng Cách và những người theo chủ nghĩa duy lý châu Âu nhưng cũng là kết quả quan tâm thực dụng của các nhóm tôn giáo thiểu số và các tiểu bang nhỏ không muốn nằm dưới quyền lực hay ảnh hưởng của một tôn giáo quốc gia mà không đại diện cho họ.

## Văn hóa

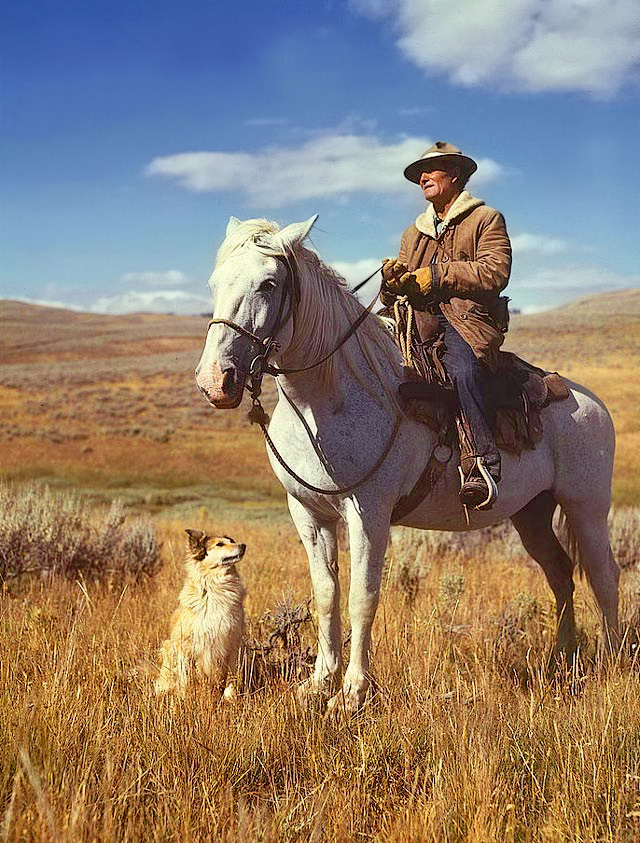
Người chăn cừu Mỹ cùng với chó và ngựa của mình.

Sự phát triển văn hóa của Hoa Kỳ đã được đánh dấu bằng sự va chạm căng thẳng giữa hai nguồn cảm hứng lớn: các ý tưởng châu Âu, đặc biệt là văn hóa Anh; và tính chất sáng tạo của nội địa, thí dụ như dân chủ kiểu Jefferson mà người châu Âu lo sợ sẽ làm cho các di dân của họ trở thành man rợ và thoái hóa kiểu Mỹ. Các ghi nhận về Tiểu bang Virginia của Thomas Jefferson có lẽ là bài phê bình văn hóa trong nước có ảnh hưởng đầu tiên do một người Mỹ viết ra và nó cũng là một công cụ phản kích chống lại sự đồng thuận đang nổi lên của người châu Âu chủ ý cho rằng tính chất sáng tạo trong nước là thoái hóa.
Văn hóa Mỹ bao gồm các truyền thống, ý tưởng, phong tục tập quán, niềm tin, giá trị, nghệ thuật, văn học dân gian và sáng kiến được phát triển cả trong nước và du nhập bằng con đường thuộc địa hóa và di dân từ các đảo Anh và Ái Nhĩ Lan. Những ý tưởng và tư tưởng thịnh hành mà đã tiến hóa trong nước thí dụ như những ngày lễ quốc gia quan trọng, những môn thể thao độc nhất vô nhị của Mỹ, truyền thống quân sự hào hùng, và sáng kiến trong lĩnh vực nghệ thuật và giải trí đã mang đến một cảm giác tự hào dân tộc mạnh mẽ trong số người dân nói chung.